# Nombre hiperreal

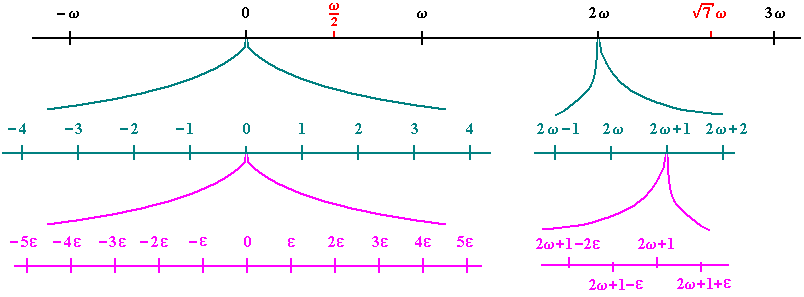
Infinitesimals (ε) i infinits (ω) a la línia de nombres hiperreals en tres escales diferents, cadascun ampliat per un factor infinit. 1/ε = ω/1. A la primera línia, els nombres finits no es poden distingir perquè estan tots atrapats infinitament prop

En matemàtiques, el conjunt dels nombres hiperreals constitueix una extensió {\displaystyle ^{*}\mathbb {R} } dels nombres reals usuals, permetent donar un sentit rigorós a les nocions de quantitat infinitament petita o infinitament gran. Es pot evitar, llavors, l'ús dels passos al límit i de les expressions condicionades per un valor ε «positiu tan petit com es vulgui». No hi ha unicitat del conjunt {\displaystyle ^{*}\mathbb {R} }, però la tria d'una extensió en particular no té gaire incidència en la pràctica.
Tal com es pot construir el conjunt dels nombres reals a partir de successions de nombres racionals, es pot construir un model dels nombres hiperreals a partir de successions de nombres reals. Tècnicament, s'utilitza una ultrapotència per a construir aquesta extensió. També es poden definir els nombres hiperreals basant-se en un model no estàndard dels nombres reals.

## Motivació per a introduir els nombres hiperreals
Els «infinitament petits» de l'anàlisi del segle xvii, que van ser explotats sistemàticament per Leibniz, Johann Bernoulli, Euler, i d'altres, havien suscitat violentes crítiques, bastant semblants a aquelles provocades per la introducció de «nombres imaginaris» de quadrat negatiu. Però, contràriament a aquests últims, els problemes tècnics corresponents (tals com la negació de l'axioma d'arquimedianitat) no van poder ser resolts, la qual cosa va conduir a la desaparició progressiva dels infinitesimals i la seva substitució, deguda a Bolzano, a Cauchy i a Weierstrass, per les nocions de límit, de continuïtat, etc.
Tanmateix, encara es podia intentar d'adjuntar als reals nous objectes que permetin mantenir el rigor en els raonaments que utilitzen els infinitament petits, i diverses temptatives van ser fetes en aquest sentit (per exemple, per Hadamard i du Bois-Reymond), però sense gran èxit, per raons que només la lògica matemàtica havia d'aclarir.
Des del 1930, els treballs de Skolem van mostrar que era possible una extensió dels reals que autoritzaven un verdader càlcul infinitesimal. D'altra banda, en realitat n'existeixen unes quantes d'aquestes extensions, però la tria exacta d'una d'aquestes no té grans conseqüències pràctiques (encara que no siguin totes isomorfes); es diuen en general «nombres hiperreals» qualssevol d'aquestes.
Un nombre hiperreal (no real) podrà representar així, per exemple, una quantitat «més gran que tot enter» (per tant, "infinitament gran") o «més petita que l'invers de tot enter» (per tant, infinitesimal), o també un hiperreal infinitament proper a 1, però estrictament més petit que 1.

## Història
El 1948, Edwin Hewitt, en el marc dels seus treballs sobre els anells de funcions reals, definia objectes identificables a aquests nombres, que Jerzy Łoś va demostrar el 1955 que tenen totes les propietats d'una extensió dels reals.
És al començament dels anys 1960 que Abraham Robinson, en el marc dels seus treballs sobre l'anàlisi no estàndard, havia de definir els nombres hiperreals i donar-los el seu nom actual, fent d'altra banda explícitament referència als treballs d'Hewitt. Robinson unia les preocupacions de Leibniz (i dels altres analistes del segle xvii) intentant donar un sentit als nombres infinitament grans i infinitament petits, vistos com a nombres que tenen "gairebé" totes les propietats dels reals usuals (o estàndards).
La construcció de Robinson utilitzava essencialment la teoria dels models. Una construcció més explícita amb l'ajuda d'ultraproductes (i qui unia les construccions d'Hewitt) va ser descoberta alguns anys més tard, i és la que s'exposarà aquí. Llavors, un enfocament axiomàtic més general de l'anàlisi no estàndard, la teoria dels conjunts interns (Internal Set Theory, o IST), va ser proposada per Edward Nelson: es basa en l'axiomàtica de Zermelo-Fraenkel, a la qual s'afegeixen tres axiomes nous; la descripció detallada d'aquests axiomes i de les seves conseqüències es donarà en l'article: anàlisi no estàndard. En aquest últim enfocament (que té, d'altra banda, aplicacions molt més generals que la construcció d'infinitesimal), no es creen parlant pròpiament nous de reals, sinó que es distingeix, entre els reals, una col·lecció (que no és pas un conjunt) de reals estàndard; els altres es comporten respecte d'aquests com infinitament petits o infinitament grans, per exemple.

## Explicació intuïtiva
Una manera d'entendre els nombres reals és pensar que un nombre real és la classe d'equivalència de totes les successions de Cauchy que tenen el mateix límit.
Així, les successions: 
- x1 = 1, 1, 1...
- x₂= 1+1, 1+1/2, 1+1/4, 1+1/8...
- x₃= 1+2, 1+2/2, 1+2/4, 1+2/8...

pertanyen totes a la mateixa classe (perquè tenen el mateix límit) i, per tant, totes es poden prendre com a representant del mateix nombre real: 1
Llavors, en nombres reals, l'operació:
- (x₃ - x1) / (x₃ - x₂)

no es pot calcular, ja que dona 0/0, que no està definit. En el fons, el problema pel qual no es pot fer el càlcul directament amb els nombres reals és perquè "han perdut la memòria" de la successió que els defineix i cal reconstruir-la. Cal emprar-hi límits.
Els nombres hiperreals es poden entendre com una extensió dels nombres reals en què no s'identifiquen totes les successions de Cauchy amb el mateix límit, sinó que es consideren diferents les que tendeixen amb diferent rapidesa al límit.
Així, si es diu: 
ε = 1, 1/2, 1/4, 1/8...
els nombres hiperreals com ε que corresponen a successions que tendeixen a zero, però que no són zero, es diuen infinitesimals.
Llavors:
- x1 = 1
- x₂= 1 + ε
- x₃= 1 + 2ε

Ara aquestes successions s'identifiquen amb diferents nombres hiperreals i ara sí que es pot fer el càlcul:
- (x₃ - x1) / (x₃ - x₂) = [(1 + 2ε) - 1] / [(1 + ε) - 1] = 2ε / ε = 2.

En el conjunt dels nombres hiperreals, s'admeten també nombres infinits (successions que tendeixen a infinit). Això permet què es puguin fer les operacions aritmètiques habituals en el conjunt dels nombres hiperreals, de manera que l'invers d'un nombre infinitesimal és un nombre infinit:
{\displaystyle {\frac {1}{\varepsilon }}=K}

## Construcció
L'objectiu és construir una extensió {\displaystyle ^{*}\mathbb {R} } de {\displaystyle \mathbb {R} } que contingui nombres infinitament grans i infinitament petits. Aquest cos d'extensió haurà de continuar sent totalment ordenat i verificar que tot nombre x no infinitament gran s'escriu x*+ε amb x* un nombre real i ε un nombre infinitesimal.
Aquesta construcció fa intervenir de manera natural les successions de nombres reals; així, la successió {\displaystyle (1/n)} s'interpreta com un nombre infinitament petit i (n²) com un d'infinitament gran. Els nombres reals es representen per les successions constants. L'addició i la multiplicació de successions proveeixen bases adequades per a obtenir una estructura de cos. Desgraciadament, falla l'ordre total: no és clar si el nombre hiperreal definit per la successió oscil·lant (1, -1, 1, -1...) és estrictament positiu o estrictament negatiu. S'observa, dit això, que donades dues successions de reals, els conjunts d'índex en què un n'és superior a l'altre són complementaris. Escollir un ordre total sobre els nombres hiperreals és, doncs, equivalent a escollir una part de N en cada parella de parts {\displaystyle (A;\mathbb {N} \setminus A)}. Aquesta última tria porta directament a la noció d'ultrafiltre sobre N, d'on es desprèn tota la construcció que segueix.
La construcció dels hiperreals es fa a partir d'un ultrafiltre U sobre N que no conté cap part finita de N (es diu que és un ultrafiltre lliure). Desgraciadament, no es pot presentar un tal ultrafiltre U, l'existència del qual descansa sobre el refinament del filtre de les parts cofinites de N pel lema de Zorn, i per tant, en definitiva, sobre l'axioma de l'elecció.
Es construeix el conjunt M de les successions de reals {\displaystyle (z_{n})}, el conjunt dels índexs de les quals és n en què {\displaystyle z_{n}=0} és un element de l'ultrafiltre. Es pot escriure de manera condensada: {\displaystyle M=\{a\in \mathbb {R} ^{\mathbb {N} }\|\ a^{-1}(\{0\})\in U\}}.
Tal conjunt M és un ideal màxim de l'anell commutatiu de les successions de reals {\displaystyle \mathbb {R} ^{\mathbb {N} }}. Per tant, l'anell quocient
{\displaystyle \mathbb {R} ^{\mathbb {N} }/M} és un cos ordenat commutatiu que conté {\displaystyle \mathbb {R} }.
Aquest conjunt (proveït de les lleis induïdes pel quocient) és una extensió del cos {\displaystyle \mathbb {R} } totalment ordenat. Conté, per exemple,
l'infinitament petit (1,1/2,1/3...,1/n…) (o més precisament la classe d'equivalència d'aquesta successió). Es perd, en canvi, el teorema de la fita superior sobre els nombres hiperreals.
S'observa que el cardinal de {\displaystyle ^{*}\mathbb {R} } és {\displaystyle 2^{\aleph _{0}}} i, per tant, aquest conjunt és equipotencial a {\displaystyle \mathbb {R} }; tanmateix, es pot demostrar que el conjunt exacte obtingut depèn de l'ultrafiltre escollit: no tots els sistemes de nombres hiperreals construïts així són isomorfs entre si.

## Definicions
Un nombre hiperreal x s'anomena:
- infinitesimal, si |x| és estrictament inferior a tot real positiu,
- infinitament gran si 1/x és infinitesimal,
- apreciable si no és ni infinitament petit, ni infinitament gran.

Per a tot x apreciable, existeix un real únic, la part estàndard (o l'ombra) de x (notat x*), tal que x-x* sigui infinitesimal; l'escriptura en x*+ε; de tot nombre hiperreal no infinitament gran prové d'una simple dicotomia (en R) autoritzada per l'ordre total sobre {\displaystyle ^{*}\mathbb {R} }. En efecte, un nombre hiperreal no infinitament gran està contingut en un segment amb fites reals; es talla de manera successiva aquest segment en 2 per emmarcar el nombre hiperreal cada vegada més precisament. Pel teorema dels segments encaixats, s'obté així el nombre real únic x*.

## Un exemple d'utilització
Amb les definicions precedents, moltes nocions de l'anàlisi clàssica s'expressen de manera més simple: així, si {\displaystyle \varepsilon } és un infinitesimal no nul, la derivada de f en a és l'ombra de l'hiperreal {\displaystyle {\frac {f(a+\varepsilon )-f(a)}{\varepsilon }}}: tot passa com si ja no es necessités la noció de límit. Es trobaran altres exemples (i de les precisions sobre la validesa d'aquests raonaments) en l'article anàlisi no estàndard.